# Фальковская, Ядвига

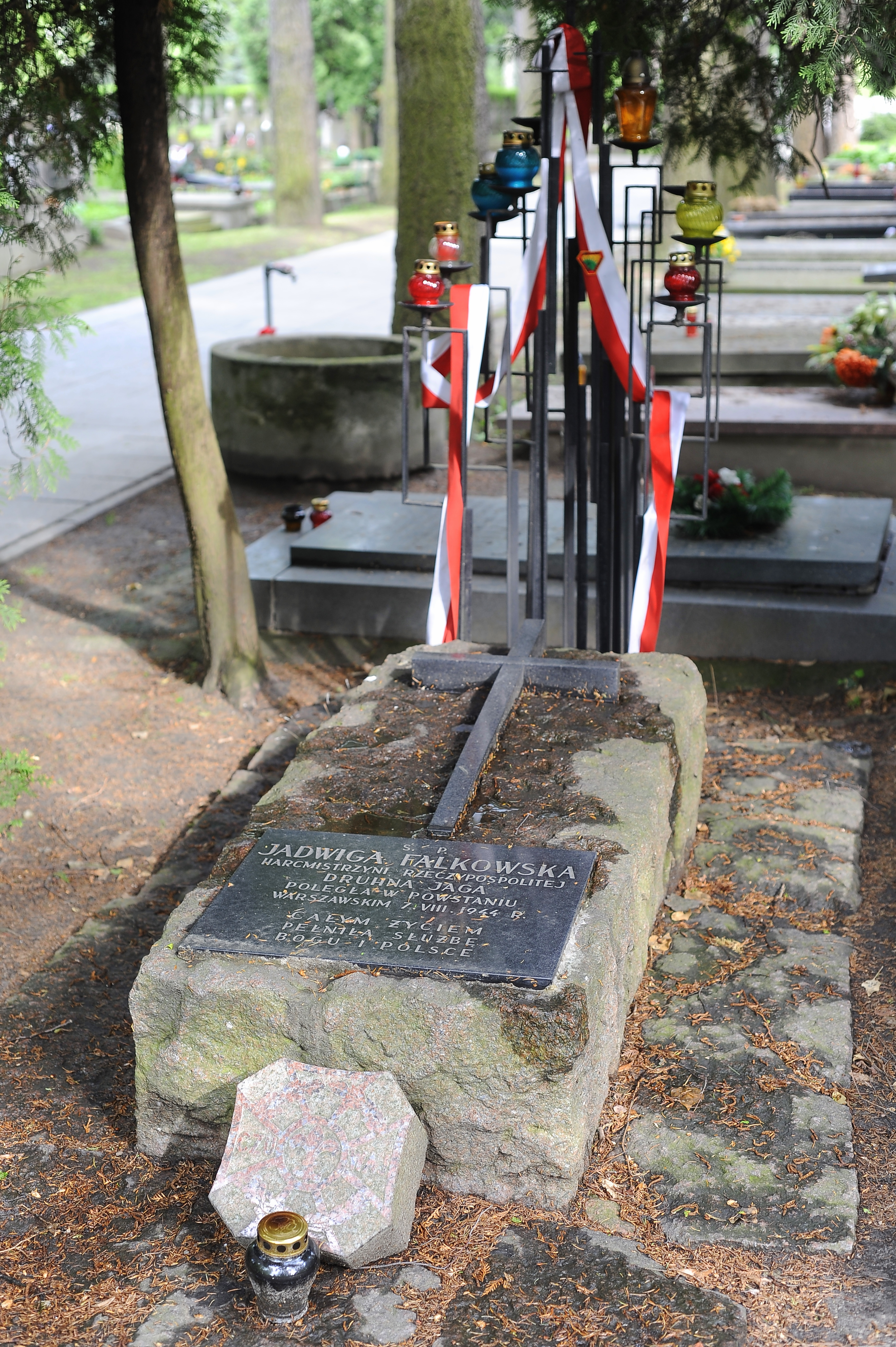
Могила Ядвиги Фальковской на варшавском Военном кладбище

Ядвига Фальковская (пол. Jadwiga Falkowska; 13 ноября 1889, Тверь — 7 августа 1944, Варшава) — польская общественная деятельница, основательница харцерского движения девочек, харцмейстер Польши и преподавательница Варшавской политехники и Вильнюсского университета имени Стефана Батория. В годы Второй мировой войны — военнослужащая Армии Крайовой. Известна под прозвищами Яга (пол. Jaga), Людвика (пол. Ludwika) и Здзислава (пол. Zdzisława).

## Биография
Родилась 13 ноября 1889 года в Твери (Российская империя). В 1908 году уехала учиться во Львов на физический факультет, там же в 1911 года познакомилась с женским скаутским движением. Начала в том же году заниматься организацией скаутских групп из девочек и их обучению в Малопольше. В 1912 году стала руководительницей дружин девочек, возглавив 3-ю львовскую скаутскую дружину имени Эмилии Плятер. Перед началом Первой мировой войны занималась обучением девочек в Вильно, Познань и Варшаве, организуя женские скаутские курсы.
С 1915 по 1918 годы в эвакуации в Москве, заочно продолжала обучение на физическом факультете и организацию скаутских дружин. В 1919 году после возвращения на родину вошла в состав руководства Союза польских харцеров. В 1920-е годы руководительница Варшавской хоругви девушек-харцеров, с 1926 по 1927 годы исполняющая обязанности Главной женской квартиры Союза польских харцеров. С 1928 года руководительница 2-го Общепольского слёта девушек-харцеров. Участница VIII Всемирной конференции WAGGGS в Швейцарии в 1934 году.
В годы Второй мировой войны действовала в подполье, служила с 1942 по 1944 годы в Армии Крайовой как заместительница начальника Военной женской службы. 7 августа 1944 на улице Независимости (пол. aleja Niepodległości) в Варшаве Ядвига Фальковская погибла, сражаясь против карателей из 29-й гренадерской дивизии СС РОНА.
Перезахоронена на Аллее Почётных граждан на Военном кладбище в Варшаве.
Награждена Орденом Возрождения Польши (кавалер), Крестом Армии Крайовой, Крестом Храбрых, а также серебряным и золотым Крестами заслуг с мечами.

## Труды
- Czym są sprawności?
- Dzieje żeńskich kursów instruktorskich
- Konferencje programowe instruktorek na tle rozwoju harcerskiej myśli wychowawczej
- Rzut oka na rozwój Harcerstwa Żeńskiego w Polsce
- "Skautki polskie - zarys organizacyjny"